# 킹스컵 세팍타크로 세계 선수권 대회

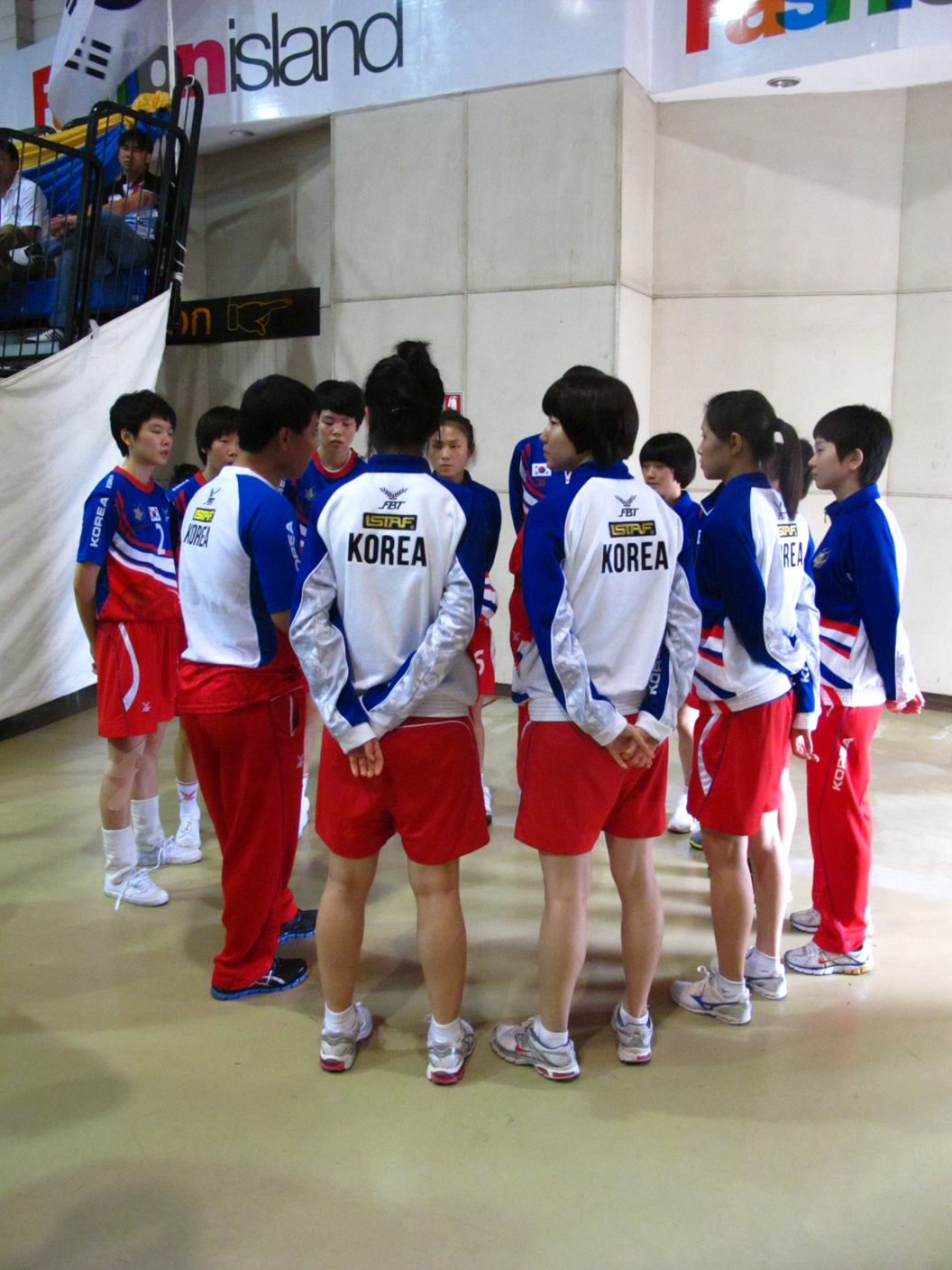
대한민국 선수단

킹스컵 세팍타크로 세계 선수권 대회(태국어: เซปักตะกร้อชิงแชมป์โลก คิงส์คัพ)는 여러 많은 국가대표팀이 연례 경기에 참가하고 있는 세팍타크로 단체 경기다. 세 레그가 한 편을 짜며 승점은 세 레그를 승리로 이끈 대다수 두 레그의 팀이 획득한다.

## 역사
첫 킹스컵 대회는 1985년에 타이 방콕에서 개최되었는데, 말레이시아가 개회 우승국이 되었다. 1988년에 말레이시아는 또다시 선수권 대회 우승국이 되었다.
제25회 킹스컵 스팍타크로 세계 선수권 대회는 2010년 7월 27일부터 8월 1일까지 치앙마이 700주년 기념 경기장에서 개최하였으며, 총 23개국이 참가하였다. 또한, 제26회 킹스컵 스팍타크로 세계 선수권 대회는 2011년 9월 12일에서 17일까지 패션랜드에서 개최하였으며, 총 23개국이 여덟 번의 시합을 가졌다.

## 같이 보기
- 아시안 게임 세팍타크로

## 참고 문헌
1. ↑  “โหมโรงตะกร้อโลก"คิงส์คัพ"” (태국어). 카오솟(ข่าวสด). 2010년 7월 25일. 2012년 3월 29일에 원본 문서에서 보존된 문서. 2012년 1월 27일에 확인함.
2. ↑  (태국어) การแข่งขันเซปักตะกร้อชิงแชมป์โลก คิงส์คัพ ครั้งที่ 25 ชิงถ้วยพระราชทาน[깨진 링크(과거 내용 찾기)] [깨진 링크]
3. ↑  (태국어) การแข่งขันตะกร้อชิงแชมป์โลก คิงส์คัพ ครั้งที่ 26 เริ่มแข่งขันวันที่ 12 กันยายนนี้